# Chromatophania fenestrata
Chromatophania fenestrata är en tvåvingeart som beskrevs av Villeneuve 1913. Chromatophania fenestrata ingår i släktet Chromatophania och familjen parasitflugor. Inga underarter finns listade i Catalogue of Life.